# Nottingham Forest Football Club 1987-1988
Questa voce raccoglie le informazioni riguardanti il Nottingham Forest Football Club nelle competizioni ufficiali della stagione 1987-1988.

## Rosa
Nel girone di andata del campionato il Nottingham Forest navigò nelle posizioni a ridosso delle inseguitrici del Liverpool capolista, proponendosi come diretta rivale dei Reds all'inizio della tornata conclusiva. Nel finale di stagione il Forest si contese il podio con i campioni in carica dell'Everton, prevalendo all'ultima giornata: ciononostante, la squadra non poté usufruire della qualificazione in Coppa UEFA a causa del bando comminato dalla confederazione continentale ai club inglesi per la strage dell'Heysel.
Il Forest ebbe modo di proseguire anche nelle fasi più avanzate della FA Cup eliminando fra le altre squadre anche l'Arsenal, fino alle semifinali con il Liverpool dove vennero estromessi da una doppietta di John Aldridge. In Coppa di Lega la squadra si fermò invece al terzo turno, perdendo per 3-0 l'incontro con il Manchester City dopo aver superato agevolmente il turno precedente con l'Hereford.

## Maglie e sponsor
Lo sponsor tecnico per la stagione 1987-1988 è Umbro, mentre lo sponsor ufficiale è Shipstones.
| Manica sinistra · Maglietta · Manica destra · Pantaloncini · Calzettoni |

## Rosa
| N. |                             | Ruolo | Calciatore     |
| -- | --------------------------- | ----- | -------------- |
|    | Galles (bandiera)           | P     | Mark Crossley  |
|    | Inghilterra (bandiera)      | P     | Steve Sutton   |
|    | Inghilterra (bandiera)      | D     | Steve Chettle  |
|    | Irlanda del Nord (bandiera) | D     | Gary Fleming   |
|    | Inghilterra (bandiera)      | D     | Colin Foster   |
|    | Inghilterra (bandiera)      | D     | Stuart Pearce  |
|    | Inghilterra (bandiera)      | D     | Des Walker     |
|    | Inghilterra (bandiera)      | D     | Darren Wassall |
|    | Inghilterra (bandiera)      | D     | Brett Williams |
|    | Scozia (bandiera)           | D     | Terry Wilson   |
|    | Inghilterra (bandiera)      | C     | Nigel Clough   |

| N. |                        | Ruolo | Calciatore     |
| -- | ---------------------- | ----- | -------------- |
|    | Inghilterra (bandiera) | C     | Gary Crosby    |
|    | Inghilterra (bandiera) | C     | Garry Parker   |
|    | Scozia (bandiera)      | C     | Brian Rice     |
|    | Inghilterra (bandiera) | C     | Neil Webb      |
|    | Inghilterra (bandiera) | A     | Franz Carr     |
|    | Irlanda (bandiera)     | A     | Thomas Gaynor  |
|    | Scozia (bandiera)      | A     | Lee Glover     |
|    | Inghilterra (bandiera) | A     | Nigel Jemson   |
|    | Inghilterra (bandiera) | A     | Calvin Plummer |
|    | Inghilterra (bandiera) | A     | Paul Wilkinson |

## Risultati

### FA Cup
| Terzo turno | Halifax Town | 0 – 4 | Nottingham Forest |  |

| Quarto turno | Leyton Orient | 1 – 2 | Nottingham Forest |  |

| Quinto turno | Birmingham City | 0 – 1 | Nottingham Forest |  |

| Quarti di finale | Arsenal | 1 – 2 | Nottingham Forest |  |

| Semifinale | Liverpool | 2 – 1 | Nottingham Forest |  |

### League Cup
| Secondo turno - Andata | Nottingham Forest | 5 – 0 | Hereford Utd |  |

| Secondo turno - Ritorno | Hereford Utd | 1 – 1 | Nottingham Forest |  |

| Terzo turno | Manchester City | 3 – 0 | Nottingham Forest |  |